# Jaroslav Fenyk
Jaroslav Fenyk (* 26. dubna 1961 Pelhřimov) je český právník, dříve působil jako státní zástupce, později jako advokát, zároveň vždy však i jako právní teoretik v oboru trestního práva. V letech 1999 až 2006 byl náměstkem nejvyšší státní zástupkyně.
V dubnu 2013 Senát vyslovil souhlas se jmenováním prof. Fenyka soudcem Ústavního soudu a 3. května byl prezidentem jmenován. Dne 7. srpna 2013 byl navíc prezidentem jmenován místopředsedou Ústavního soudu. Mandát mu vypršel v květnu 2023.

## Akademické aktivity
Práva vystudoval v roce 1986 na Právnické fakultě UK v Praze, kde v roce 1987 získal v oboru trestní právo – teorie státu a práva i titul doktora práv. V roce 2001 získal v oboru trestního práva hmotného a procesního na Právnické fakultě Masarykovy univerzity titul Ph.D. a v roce 2002 se habilitoval v oboru bezpečnostní služby na Akadémii policajného zboru v Bratislavě. V roce 2004 mu Univerzita v maďarském Miskolci udělila titul Egyetemi magántanár (soukromý univerzitní profesor – Univ. Priv. Prof.) pro obor společenské vědy – evropské trestní právo, Akademie věd ČR mu pak v roce 2008 udělila titul DSc. Profesorem trestního práva byl jmenován na Právnické fakultě Masarykovy univerzity v roce 2009.
Je profesorem na katedře trestního práva Právnické fakulty Masarykovy univerzity v Brně, přednáší na dalších českých a zahraničních univerzitách a institutech (USA, Rakousko, Maďarsko, Švédsko, Slovensko atd.), byl proděkanem pro zahraniční vztahy na Bratislavské vysoké škole práva, absolvoval řadu zahraničních stáží, např. u francouzského nejvyššího správního soudu a ministerstva spravedlnosti, vládního studijního programu USA, programu Fordovy nadace v JAR atd. Byl členem expertních výborů Rady Evropy, účastnil se mnoha mezinárodních konferencí a seminářů týkajících se trestního práva a potírání hospodářské a finanční kriminality a korupce, spolupracoval se zahraničními odbornými a výzkumnými pracovišti (Ministerstvo spravedlnosti USA, Max-Planck Institut pro srovnávací právo ve Freiburgu, Institut for Advanced Legal Studies při Londýnské univerzitě, Akademie evropského práva v Trevíru, Univerzita ve Vídni, Rotterdamu, Nijmegenu, Gentu), stejně tak řešil řadu mezinárodních výzkumných projektů zaměřených na trestní právo, postavení veřejné žaloby nebo mezinárodní justiční spolupráci v trestních věcech i např. projektů k harmonizaci trestního práva a související legislativy v souvislosti se vstupem ČR do Evropské unie. Byl též členem různých pracovních komisí Ministerstva spravedlnosti pro novelizace a rekodifikace trestního práva. Je členem Vědecké rady Právnické fakulty MU v Brně, Panevropské vysoké školy v Bratislavě a členem komise pro obhajoby disertací v oboru Právní vědy Akademie věd ČR. Získal cenu Právník roku za rok 2010 v oboru trestního práva.

## Praxe
Roku 1981 se stal členem KSČ. Od roku 1985 do roku 2006 byl postupně právním čekatelem prokuratury, vyšetřovatelem, prokurátorem a státním zástupcem, později navíc náměstkem nejvyšší státní zástupkyně.
V roce 1988 působil jako vojenský prokurátor v procesu vedeném Vojenským obvodovým soudem v Praze, v němž byl absolvent vojenské katedry vysoké školy Vladan Kočí odsouzen na 15 měsíců nepodmíněně za odpírání vojenské služby z důvodů náboženských a morálních. Soud tak rozhodl přes návrh prokurátora uložit trest při dolní hranici trestní sazby (která činila jeden rok až pět let odnětí svobody) a přesvědčivé vystoupení obhájce (Otakar Motejl). O případu informoval Výbor na obranu nespravedlivě stíhaných.
V roce 2005 zastupoval Nejvyšší státní zastupitelství před Nejvyšším soudem v případu katarského prince Hámida bina Abdala Sáního, nepravomocně odsouzeného českým soudem pro pohlavní zneužívání dětí proti ministerstvu spravedlnosti, které usilovalo o předání neskončeného případu do Kataru. Výsledek tohoto procesu byl jedním z důvodů jeho následné rezignace na funkci státního zástupce (2005).
Do roku 2006 byl také členem Mezinárodní asociace státních zástupců a Legislativní rady vlády ČR, v letech 2002 až 2004 i Rady Justiční akademie. Od roku 2006 do počátku května 2013 vykonával advokátní praxi, a to jako samostatný advokát i jako spolupracovník mezinárodní advokátní kanceláře White & Case (od 2007).
Je předsedou národní skupiny Mezinárodní asociace pro trestní právo (AIDP), byl řadu let prezidentem Asociace českých právníků na ochranu finančních zájmů ES, byl členem expertní skupiny Aliance proti domácímu násilí při Bílém kruhu bezpečí, byl předsedou redakční rady časopisu Státní zastupitelství (nyní člen), členem redakční rady časopisu Trestní právo, je členem zkušební komise České advokátní komory pro obor trestního práva, je členem pracovní skupiny ČAK pro trestní právo, je členem rady poradců The Czech Yearbook of International Law, atd. V roce 2015 se stal členem komise pro vytvoření nového trestního řádu, který by měl nahradit trestní řád z roku 1961.

## Některá díla
- Trestná činnost příslušníků některých represivních orgánů v 50. letech, in Prokuratura č. 3 - 4/1992
- Právní styk s cizinou v trestním a netrestním řízení a před orgány veřejné správy, Linde, Praha, 1997
- Veřejná žaloba I. díl – Historie, současnost a možné perspektivy veřejné žaloby, Ministerstvo spravedlnosti ČR, Praha, 2001
- Veřejná žaloba II. díl, Příručka pro práci státního zástupce, Ministerstvo spravedlnosti ČR, Praha, 2002
- Vademecum státního zástupce, ASPI, Praha, 2003
- Mezinárodní justiční spolupráce v trestním řízení, Linde, Praha, 2003, 2005
- Rozhodnutí a stanoviska k trestnímu řádu 1918-2004, C. H. Beck, Praha, 2004
- Trestní právo procesní – učebnice pro právnické fakulty, Linde, Praha, 2002,2004,2006,2008
- Systém českého trestního práva, Novatrix Praha 2008
- Trestní zákoník a trestní řád, Linde, Praha 2010,
- Zákon o trestní odpovědnosti právnických osob a řízení proti nim, komentář, Wolters Kluwer, Praha 2012,